# Aegomorphus ramirezi
Aegomorphus ramirezi es una especie de escarabajo longicornio del género Aegomorphus, tribu Acanthoderini, subfamilia Lamiinae. Fue descrita científicamente por Chemsak & Hovore en 2002.

## Descripción
Mide 8-12 milímetros de longitud.

## Distribución
Se distribuye por México.